# Afrikaans kampioenschap voetbal 1974
De African Cup of Nations was de negende editie van de Afrika Cup, het kampioenschap voor nationale voetbalelftallen. Het werd voor de tweede maal in Egypte georganiseerd en vond plaats van 1 tot en met 14 maart. Er werd gespeeld in de steden Caïro, El-Mahalla El-Kubra, Alexandrië en Damanhur. Egypte (gastland) en Congo (titelverdediger) waren automatisch geplaatst voor de eindronde. Zaïre was het derde land, na Egypte en Ghana, die de Afrika Cup voor de tweede keer won, in 1968 nog als Congo-Kinshasa.

## Kwalificatie

### Voorronde
|                                     |         |       |         |         |
| 12 augustus 1973 «onderlinge duels» | Somalië | 2 – 0 | Oeganda | Somalië |
| 12 augustus 1973 «onderlinge duels» |         |       |         | Somalië |

|                                     |         |       |         |         |
| 26 augustus 1973 «onderlinge duels» | Oeganda | 5 – 0 | Somalië | Oeganda |
| 26 augustus 1973 «onderlinge duels» |         |       |         | Oeganda |

Oeganda plaatst zich voor de eerste ronde.
|                    |                               |           |       |  |
| «onderlinge duels» | Centraal-Afrikaanse Republiek | Walk-over | Gabon |  |
| «onderlinge duels» |                               |           |       |  |

Gabon trok zich terug. De Centraal Afrikaans Republiek plaatst zich voor de eerste ronde.
|                    |              |           |         |  |
| «onderlinge duels» | Sierra Leone | Walk-over | Dahomey |  |
| «onderlinge duels» |              |           |         |  |

Dahomey trok zich terug. Sierra Leone plaatst zich voor de eerste ronde.

### Eerste ronde
|                                      |                               |       |           |                               |
| 16 september 1973 «onderlinge duels» | Centraal-Afrikaanse Republiek | 4 – 2 | Ivoorkust | Centraal Afrikaanse Republiek |
| 16 september 1973 «onderlinge duels» |                               |       |           | Centraal Afrikaanse Republiek |

|                                      |           |       |                               |           |
| 30 september 1973 «onderlinge duels» | Ivoorkust | 2 – 1 | Centraal-Afrikaanse Republiek | Ivoorkust |
| 30 september 1973 «onderlinge duels» |           |       |                               | Ivoorkust |

Centraal Afrikaanse Republiek gediskwalificeerd, Ivoorkust plaatst zich voor de tweede ronde.
|                                      |          |       |          |          |
| 16 september 1973 «onderlinge duels» | Ethiopië | 2 – 1 | Tanzania | Ethiopië |
| 16 september 1973 «onderlinge duels» |          |       |          | Ethiopië |

|                                      |          |       |          |          |
| 30 september 1973 «onderlinge duels» | Tanzania | 3 – 0 | Ethiopië | Tanzania |
| 30 september 1973 «onderlinge duels» |          |       |          | Tanzania |

Tanzania plaatst zich voor de tweede ronde.
|                                      |       |       |         |       |
| 16 september 1973 «onderlinge duels» | Ghana | 3 – 2 | Senegal | Ghana |
| 16 september 1973 «onderlinge duels» |       |       |         | Ghana |

|                                      |         |       |       |         |
| 30 september 1973 «onderlinge duels» | Senegal | 1 – 0 | Ghana | Senegal |
| 30 september 1973 «onderlinge duels» |         |       |       | Senegal |

Ghana plaatst zich voor de tweede ronde na strafschoppen (5–3).
|                                      |         |       |           |         |
| 16 september 1973 «onderlinge duels» | Lesotho | 0 – 0 | Mauritius | Lesotho |
| 16 september 1973 «onderlinge duels» |         |       |           | Lesotho |

|                                      |           |       |         |           |
| 30 september 1973 «onderlinge duels» | Mauritius | 5 – 1 | Lesotho | Mauritius |
| 30 september 1973 «onderlinge duels» |           |       |         | Mauritius |

Mauritius plaatst zich voor de tweede ronde.
|                                      |              |       |      |              |
| 16 september 1973 «onderlinge duels» | Sierra Leone | 1 – 1 | Mali | Sierra Leone |
| 16 september 1973 «onderlinge duels» |              |       |      | Sierra Leone |

|                                      |      |       |              |      |
| 30 september 1973 «onderlinge duels» | Mali | 4 – 2 | Sierra Leone | Mali |
| 30 september 1973 «onderlinge duels» |      |       |              | Mali |

Mali plaatst zich voor de tweede ronde.
|                                      |        |       |         |        |
| 16 september 1973 «onderlinge duels» | Soedan | 1 – 1 | Nigeria | Soedan |
| 16 september 1973 «onderlinge duels» |        |       |         | Soedan |

|                                      |         |       |        |         |
| 30 september 1973 «onderlinge duels» | Nigeria | 2 – 1 | Soedan | Nigeria |
| 30 september 1973 «onderlinge duels» |         |       |        | Nigeria |

Nigeria plaatst zich voor de tweede ronde.
|                                      |         |       |       |         |
| 16 september 1973 «onderlinge duels» | Oeganda | 1 – 0 | Kenia | Oeganda |
| 16 september 1973 «onderlinge duels» |         |       |       | Oeganda |

|                                      |       |       |         |       |
| 30 september 1973 «onderlinge duels» | Kenia | 1 – 2 | Oeganda | Kenia |
| 30 september 1973 «onderlinge duels» |       |       |         | Kenia |

Oeganda plaatst zich voor de tweede ronde.
|                                      |             |       |       |            |
| 16 september 1973 «onderlinge duels» | Opper-Volta | 0 – 5 | Zaïre | OpperVolta |
| 16 september 1973 «onderlinge duels» |             |       |       | OpperVolta |

|                                      |       |       |             |       |
| 30 september 1973 «onderlinge duels» | Zaïre | 4 – 1 | Opper-Volta | Zaïre |
| 30 september 1973 «onderlinge duels» |       |       |             | Zaïre |

Zaïre plaatst zich voor de tweede ronde.
|                                      |        |       |            |        |
| 16 september 1973 «onderlinge duels» | Zambia | 3 – 1 | Madagaskar | Zambia |
| 16 september 1973 «onderlinge duels» |        |       |            | Zambia |

|                                      |            |       |        |            |
| 30 september 1973 «onderlinge duels» | Madagaskar | 2 – 1 | Zambia | Madagaskar |
| 30 september 1973 «onderlinge duels» |            |       |        | Madagaskar |

Zambia plaatst zich voor de tweede ronde.
|                    |          |           |       |  |
| «onderlinge duels» | Algerije | Walk-over | Libië |  |
| «onderlinge duels» |          |           |       |  |

Libië trok zich terug. Algerije plaatst zich voor de tweede ronde.
|                    |          |           |       |  |
| «onderlinge duels» | Kameroen | Walk-over | Niger |  |
| «onderlinge duels» |          |           |       |  |

Niger trok zich terug. Kameroen plaatst zich voor de tweede ronde.
|                    |        |           |      |  |
| «onderlinge duels» | Guinee | Walk-over | Togo |  |
| «onderlinge duels» |        |           |      |  |

Togo trok zich terug. Guinee plaatst zich voor de tweede ronde.

### Tweede ronde
|                                    |          |       |       |          |
| 28 oktober 1973 «onderlinge duels» | Kameroen | 2 – 1 | Zaïre | Kameroen |
| 28 oktober 1973 «onderlinge duels» |          |       |       | Kameroen |

|                                     |       |       |          |       |
| 11 november 1973 «onderlinge duels» | Zaïre | 2 – 0 | Kameroen | Zaïre |
| 11 november 1973 «onderlinge duels» |       |       |          | Zaïre |

Zaïre plaatst zich voor het hoofdtoernooi.
|                                    |       |       |           |       |
| 28 oktober 1973 «onderlinge duels» | Ghana | 0 – 3 | Ivoorkust | Ghana |
| 28 oktober 1973 «onderlinge duels» |       |       |           | Ghana |

|                                     |           |       |       |           |
| 11 november 1973 «onderlinge duels» | Ivoorkust | 1 – 0 | Ghana | Ivoorkust |
| 11 november 1973 «onderlinge duels» |           |       |       | Ivoorkust |

Ivoorkust plaatst zich voor het hoofdtoernooi.
|                                    |      |       |        |      |
| 28 oktober 1973 «onderlinge duels» | Mali | 2 – 2 | Guinee | Mali |
| 28 oktober 1973 «onderlinge duels» |      |       |        | Mali |

|                                     |        |       |      |        |
| 11 november 1973 «onderlinge duels» | Guinee | 1 – 1 | Mali | Guinee |
| 11 november 1973 «onderlinge duels» |        |       |      | Guinee |

Guinee plaatst zich voor het hoofdtoernooi.
|                                    |          |       |           |          |
| 28 oktober 1973 «onderlinge duels» | Tanzania | 1 – 1 | Mauritius | Tanzania |
| 28 oktober 1973 «onderlinge duels» |          |       |           | Tanzania |

|                                     |           |       |          |           |
| 11 november 1973 «onderlinge duels» | Mauritius | 0 – 0 | Tanzania | Mauritius |
| 11 november 1973 «onderlinge duels» |           |       |          | Mauritius |

Mauritius plaatst zich voor het hoofdtoernooi.
|                                    |         |       |          |         |
| 28 oktober 1973 «onderlinge duels» | Oeganda | 2 – 1 | Algerije | Oeganda |
| 28 oktober 1973 «onderlinge duels» |         |       |          | Oeganda |

|                                     |          |       |         |          |
| 11 november 1973 «onderlinge duels» | Algerije | 1 – 1 | Oeganda | Algerije |
| 11 november 1973 «onderlinge duels» |          |       |         | Algerije |

Oeganda plaatst zich voor het hoofdtoernooi.
|                                    |        |       |         |        |
| 28 oktober 1973 «onderlinge duels» | Zambia | 5 – 1 | Nigeria | Zambia |
| 28 oktober 1973 «onderlinge duels» |        |       |         | Zambia |

|                                     |         |       |        |         |
| 11 november 1973 «onderlinge duels» | Nigeria | 3 – 2 | Zambia | Nigeria |
| 11 november 1973 «onderlinge duels» |         |       |        | Nigeria |

Zambia plaatst zich voor het hoofdtoernooi.

## Gekwalificeerde landen
| Land                  | Aantal deelnames | Deelnames op rij | Vorige deelname |
| --------------------- | ---------------- | ---------------- | --------------- |
| Congo-Brazzaville (t) | 3e               | 2                | 1972            |
| Egypte (g)            | 6e               | 1                | 1970            |
| Guinee                | 2e               | 1                | 1970            |
| Ivoorkust             | 4e               | 1                | 1970            |
| Mauritius             | 1e               | 1                | -               |
| Oeganda               | 3e               | 1                | 1968            |
| Zaïre                 | 5e *             | 5                | 1972            |
| Zambia                | 1e               | 1                | -               |

t = titelverdediger, g = gastland
* 3 deelnames van Congo-Kinshasa inbegrepen

## Speelsteden
| Caïro                       | · Caïro Alexandrië Damanhur El-Mahalla El-Kubra | Alexandrië               |
| --------------------------- | ----------------------------------------------- | ------------------------ |
| Caïro International Stadion | · Caïro Alexandrië Damanhur El-Mahalla El-Kubra | Alexandrië Stadion       |
|                             | · Caïro Alexandrië Damanhur El-Mahalla El-Kubra |                          |
| Capaciteit: 95.000          | · Caïro Alexandrië Damanhur El-Mahalla El-Kubra | Capaciteit: 13.660       |
| El-Mahalla El-Kubra         | · Caïro Alexandrië Damanhur El-Mahalla El-Kubra | Damanhur                 |
| El Mahalla Stadion          | · Caïro Alexandrië Damanhur El-Mahalla El-Kubra | Ala'ab Damanhour Stadion |
|                             | · Caïro Alexandrië Damanhur El-Mahalla El-Kubra |                          |
| Capaciteit: 29.000          | · Caïro Alexandrië Damanhur El-Mahalla El-Kubra | Capaciteit: 8.000        |

## Groepsfase

### Groep A
| Land      | Wed | Win | Gel | Ver | DV | DT | +/− | Pnt |
| --------- | --- | --- | --- | --- | -- | -- | --- | --- |
| Egypte    | 3   | 3   | 0   | 0   | 7  | 2  | +5  | 6   |
| Zambia    | 3   | 2   | 0   | 1   | 3  | 3  | 0   | 4   |
| Oeganda   | 3   | 0   | 1   | 2   | 3  | 5  | –2  | 1   |
| Ivoorkust | 3   | 0   | 1   | 2   | 2  | 5  | –3  | 1   |

|                                 |                           |       |            |                               |
| 1 maart 1974 «onderlinge duels» | Egypte                    | 2 – 1 | Oeganda    | Internationaal Stadion, Caïro |
| 1 maart 1974 «onderlinge duels» | Abo Greisha 6' Khalil 52' |       | Mubiru 28' | Internationaal Stadion, Caïro |

|                                 |        |       |           |                                         |
| 2 maart 1974 «onderlinge duels» | Zambia | 1 – 0 | Ivoorkust | El Mahalla Stadium, El-Mahalla El-Kubra |
| 2 maart 1974 «onderlinge duels» | Kaushi |       |           | El Mahalla Stadium, El-Mahalla El-Kubra |

|                                 |                                         |       |             |                               |
| 4 maart 1974 «onderlinge duels» | Egypte                                  | 3 – 1 | Zambia      | Internationaal Stadion, Caïro |
| 4 maart 1974 «onderlinge duels» | Abdel Azim 4' Basri 18' Abo Greisha 52' |       | Chitalu 10' | Internationaal Stadion, Caïro |

|                                 |               |       |               |                                         |
| 4 maart 1974 «onderlinge duels» | Ivoorkust     | 2 – 2 | Oeganda       | El Mahalla Stadium, El-Mahalla El-Kubra |
| 4 maart 1974 «onderlinge duels» | Kouman -', -' |       | Mubiru -', -' | El Mahalla Stadium, El-Mahalla El-Kubra |

|                                 |                         |       |           |                               |
| 6 maart 1974 «onderlinge duels» | Egypte                  | 2 – 0 | Ivoorkust | Internationaal Stadion, Caïro |
| 6 maart 1974 «onderlinge duels» | El-Shazly 1' Khalil 44' |       |           | Internationaal Stadion, Caïro |

|                                 |        |       |         |                                         |
| 6 maart 1974 «onderlinge duels» | Zambia | 1 – 0 | Oeganda | El Mahalla Stadium, El-Mahalla El-Kubra |
| 6 maart 1974 «onderlinge duels» | Kapita |       |         | El Mahalla Stadium, El-Mahalla El-Kubra |

### Groep B
| Land              | Wed | Win | Gel | Ver | DV | DT | +/− | Pnt |
| ----------------- | --- | --- | --- | --- | -- | -- | --- | --- |
| Congo-Brazzaville | 3   | 2   | 1   | 0   | 5  | 2  | +3  | 5   |
| Zaïre             | 3   | 2   | 0   | 1   | 7  | 4  | +3  | 4   |
| Guinee            | 3   | 1   | 1   | 1   | 4  | 4  | 0   | 3   |
| Mauritius         | 3   | 0   | 0   | 3   | 2  | 8  | –6  | 0   |

|                                 |                  |       |              |                                    |
| 3 maart 1974 «onderlinge duels» | Zaïre            | 2 – 1 | Guinee       | Ala'ab Damanhour Stadion, Damanhur |
| 3 maart 1974 «onderlinge duels» | Mulamba 18', 65' |       | B. Sylla 25' | Ala'ab Damanhour Stadion, Damanhur |

|                                 |                     |       |           |                                |
| 3 maart 1974 «onderlinge duels» | Congo-Brazzaville   | 2 – 0 | Mauritius | Alexandrië Stadion, Alexandrië |
| 3 maart 1974 «onderlinge duels» | Moukila -' Lakou -' |       |           | Alexandrië Stadion, Alexandrië |

|                                 |                 |       |           |                                   |
| 5 maart 1974 «onderlinge duels» | Guinee          | 2 – 1 | Mauritius | Ala'ab Damanhur Stadion, Damanhur |
| 5 maart 1974 «onderlinge duels» | M. Sylla -', -' |       | Imbert -' | Ala'ab Damanhur Stadion, Damanhur |

|                                 |                      |       |             |                                |
| 5 maart 1974 «onderlinge duels» | Congo-Brazzaville    | 2 – 1 | Zaïre       | Alexandrië Stadion, Alexandrië |
| 5 maart 1974 «onderlinge duels» | M'Bono 70' Minga 81' |       | Mayanga 25' | Alexandrië Stadion, Alexandrië |

|                                 |                   |       |                   |                                |
| 7 maart 1974 «onderlinge duels» | Congo-Brazzaville | 1 – 1 | Guinee            | Alexandrië Stadion, Alexandrië |
| 7 maart 1974 «onderlinge duels» | Ndomba 65'        |       | Edenté 60' (pen.) | Alexandrië Stadion, Alexandrië |

|                                 |                                    |       |           |                                   |
| 7 maart 1974 «onderlinge duels» | Zaïre                              | 4 – 1 | Mauritius | Ala'ab Damanhur Stadion, Damanhur |
| 7 maart 1974 «onderlinge duels» | Mayanga -', -' Mulamba -' Etepé -' |       | Imbert -' | Ala'ab Damanhur Stadion, Damanhur |

## Knock-outfase
|  | halve finale         | halve finale         |       |                   | finale (+replay)                    | finale (+replay) |
|  |                      |                      |       |                   |                                     |                  |
|  | 9 maart – Caïro      |                      |       |                   |                                     |                  |
|  | Egypte               | 2                    |       |                   |                                     |                  |
|  | Zaïre                | 3                    |       |                   |                                     |                  |
|  |                      |                      |       |                   |                                     |                  |
|  |                      |                      |       |                   | 12 maart – Caïro (14 maart – Caïro) |                  |
|  |                      |                      |       |                   | Zaïre                               | 2 (2)            |
|  |                      | Zambia               | 2 (0) |                   |                                     |                  |
|  |                      |                      |       |                   |                                     |                  |
|  |                      |                      |       |                   | derde plaats                        |                  |
|  | 9 maart – Alexandrië | 9 maart – Alexandrië |       | 11 maart – Caïro  | 11 maart – Caïro                    |                  |
|  | Congo-Brazzaville    | 2                    |       | Congo-Brazzaville | 0                                   |                  |
|  | Zambia               | 4                    |       |                   | Egypte                              | 4                |

### Halve finale
|                                 |                                  |       |                               |                              |
| 9 maart 1974 «onderlinge duels» | Egypte                           | 2 – 3 | Zaïre                         | International Stadion, Caïro |
| 9 maart 1974 «onderlinge duels» | Mwepu 41' (e.d.) Abo Greisha 54' |       | Mulamba 55', 72' Mantantu 61' | International Stadion, Caïro |

|                                 |                     |            |                                |                                |
| 9 maart 1974 «onderlinge duels» | Congo-Brazzaville   | 2 – 4 (nv) | Zambia                         | Alexandrië Stadion, Alexandrië |
| 9 maart 1974 «onderlinge duels» | Ndomba -' M'Pelé -' |            | Chanda -', -', -' Mapulanga -' | Alexandrië Stadion, Alexandrië |

### Troostfinale
|                                  |                   |                                           |        |                              |
| 11 maart 1974 «onderlinge duels» | Congo-Brazzaville | 0 – 4                                     | Egypte | International Stadion, Caïro |
| 11 maart 1974 «onderlinge duels» |                   | Abdou 5' Shehata 18', 80' Abo Greisha 62' |        | International Stadion, Caïro |

### Finale
|                                  |                   |            |                           |                                                                   |
| 12 maart 1974 «onderlinge duels» | Zaïre             | 2 – 2 (nv) | Zambia                    | Internationaal Stadion, Caïro Scheidsrechter: Saad Gamar ( Libië) |
| 12 maart 1974 «onderlinge duels» | Mulamba 65', 117' | details    | Kaushi 40' Sinyangwe 120' | Internationaal Stadion, Caïro Scheidsrechter: Saad Gamar ( Libië) |

#### Replay
|                                  |                  |         |        |                                                                   |
| 14 maart 1974 «onderlinge duels» | Zaïre            | 2 – 0   | Zambia | Internationaal Stadion, Caïro Scheidsrechter: Saad Gamar ( Libië) |
| 14 maart 1974 «onderlinge duels» | Mulamba 30', 76' | details |        | Internationaal Stadion, Caïro Scheidsrechter: Saad Gamar ( Libië) |

| Afrika Cup Winnaar 1974 |
| ----------------------- |
| ZAÏRE 2de titel         |

## Doelpuntenmakers
9 doelpunten
- Ndaye Mulamba

4 doelpunten
- Ali Abo Greisha

3 doelpunten
- Stanley Mubiru

- Mayanga Maku

- Bernard Chanda

2 doelpunten
- Jacques Ndomba
- Ali Khalil
- Simon Kaushi

- Hassan Shehata
- Morciré Sylla

- Kobinan Kouman
- Daniel Imbert

1 doelpunt
- Sebastien Lakou
- Jean-Michel M'Bono
- Noël Minga
- Paul Moukila
- François M'Pelé
- Gamal Abdel Azim

- Hassan El-Shazly
- Moustafa Abdou
- Taha Basri
- Bengally Sylla
- Kakoko Etepé
- Joseph Mapulanga

- Edenté
- Kidumu Mantantu
- Godfrey Chitalu
- Obby Kapita
- Brighton Sinyangwe

Eigen doelpunt
- Ilunga Mwepu (Tegen Egypte)